# بنفسج جبال مولي
بنفسج جبال مولي (الاسم العلمي: Viola muliensis) هو نوع من النباتات يتبع جنس البنفسج من فصيلة البنفسجية.